# مارغاريتفيل (نيويورك)
مارغاريتفيل (بالإنجليزية: Margaretville, New York)‏ هي بلدة تقع في الولايات المتحدة في نيويورك (ولاية). يقدر عدد سكانها بـ 596 نسمة .